# Danmarks Naturfond
Danmarks Naturfond er en fond som blev stiftet i 1967 af Danmarks Naturfredningsforening. Fonden har til formål at bevare landskabelige og kulturhistoriske værdier, at beskytte dyre- og planteliv og at sikre rekreative områder for befolkningen ved erhvervelse og drift af fast ejendom, samt at yde støtte til fredningsformål.
Fonden får midler fra indsamlinger, gaver og arv. Den ejede i 2016 i alt 16 ejendomme med naturområder på i alt mere end 600 hektar. Fonden er erhvervsdrivende. Den har hovedsæde på Skovsgaard Gods på Langeland hvor den driver økologisk landbrug. På godset er også et besøgscenter og en økologiske cafe og Langelands Museum har udstillinger (vogn-, skovbrugs- og tyendemuseum).
Fonden får også arealer fra et energiselskab; 5 hektar for hver 100 hektar solcelleanlæg, og 1 hektar for hver vindmølle.

## Ejendomme som fonden ejer
- Rubjerg Knude nord for Løkken (11 hektar)
- Højris Mølle ved Sønderup Å i Himmerland nær Års (60 hektar)
- Langå Egeskov, græsningsegeskov ved Langå (14 hektar)
- Vrøgum Kær, rigkær vest for Varde (13,5 hektar)
- Jordløse Bakker, overdrev på Sydvestfyn (15 hektar)
- Longelse Bondegårdsskov på Langeland (8,5 hektar)
- Skovsgaard Gods, herregård på Langeland (387 hektar)
- Gadevang Mose ved Gadevang nord for Hillerød (6,5 hektar)
- Syvstjernen ved Hareskoven nord for København (460 m²)
- Maglebjerg, bakke nord for Stenlille ved Sorø (3.200 m²)
- Munks Banke, familiegravsted ved Kalvehale på Sydsjælland (1,3 hektar)
- Helligdomsklipperne ved Gudhjem, Bornholm (25 hektar)
- Allindelille Fredskov ved Ringsted (ca. 65 ha)
- Bjørnemosen ved Bundsbæk Mølle og Bundsbæk Naturpark ca. 6 km. nord for Skjern (ca. 5,58 ha)
- Døndalen på Bornholm (37 ha.)
- Elbækengen ved Tryggevælde Å syd for Køge
- Gryet  ca. 4 km vest for Nexø på Bornholm.
- Bjerlev Hede ved Jelling (8 ha)